# Каноника Ламбро
Каноника Ламбро (итал. Canonica Lambro) је насеље у Италији у округу Монца и Бријанца, региону Ломбардија.
Према процени из 2011. у насељу је живело 1851 становника. Насеље се налази на надморској висини од 244 м.